# Skotareve, Șpola
Skotareve (în ucraineană Скотареве) este o comună în raionul Șpola, regiunea Cerkasî, Ucraina, formată numai din satul de reședință.

## Demografie
Componența lingvistică a comunei Skotareve
     Ucraineană (98,6%)
     Rusă (1,27%)
     Alte limbi (0,13%)
Conform recensământului din 2001, majoritatea populației comunei Skotareve era vorbitoare de ucraineană (98,6%), existând în minoritate și vorbitori de rusă (1,27%).